# Eric Stenbock
Graf Eric Stanislaus (ou Stanislaus Eric) Stenbock 12 de março de 1860 – 26 de abril de 1895) foi um poeta, tradutor e contista de ficção fantástica macabra anglo-teuto-sueco.

## Biografia
Stenbock era conde de Bogesund e herdeiro de uma propriedade perto de Kolga, na Estônia.  Seus pais eram Lucy Sophia Frerichs, filha e herdeira de Johann Andreas Frerichs, magnata da indústria têxtil de Manchester, e do Conde Erich Stenbock, de uma importante família da nobreza alemã do Báltico. A família se tornara proeminente durante o reinado de Gustav Vasa: Catarina Stenbock foi a terceira e última consorte de Gustav Vasa e rainha consorte da Suécia entre 1552 e 1560. O filósofo Immanuel Kant foi seu tio-trisavô.[carece de fontes?]
O pai de Stenbock morreu subitamente quando este tinha um ano de idade; sua herança foi mantida em fideicomisso por seu avô, Magnus. O avô materno de Eric também morreu quando este era jovem, em 1866, e Eric herdou outro fundo de fideicomisso.
Stenbock matriculou-se no Balliol College em Oxford, mas nunca completou seus estudos.  Na universidade, Eric foi profundamente influenciado pelo pintor e ilustrador pré-rafaelita homossexual Simeon Solomon. Stenbock supostamente também teve um relacionamento com o compositor e maestro Norman O'Neill, entre outros.
Em Oxford, Stenbock também se converteu ao Catolicismo e adotou o nome “Stanislaus”. Alguns anos depois, Stenbock confessou que experimentava uma religião diferente a cada semana nos seus tempos em Oxford. No fim da vida, Stenbock parece ter desenvolvido uma religião sincretista que continha elementos de Catolicismo, Budismo e idolatria.
O Conde Magnus faleceu em 1885, de modo que Stenbock, na posição de parente mais velho do sexo masculino, herdou o título de conde e as propriedades da família na Estônia.  Stenbock mudou-se para Kolga durante um ano e meio; voltando para a Inglaterra no verão de 1887, período em que seus problemas de alcoolismo e vício em drogas se agravaram.[carece de fontes?]
O comportamento de Stenbock era excêntrico. Ele mantinha cobras, lagartos, salamandras e rãs em seu quarto, além de um “zoológico” no jardim que incluía uma rena, uma raposa e um urso. Quando viajava, invariavelmente era acompanhado de um cão, um macaco e um boneco em tamanho real. Stenboc chamava o boneco de “le Petit Comte” (“o condezinho”) e dizia a todos que era seu filho, insistindo que fosse trazido à sua presença diariamente; quando estava ausente, Stenbock perguntava sobre a saúde do boneco. (A família de Stenbock acreditava que um jesuíta inescrupuloso havia recebido somas vultuosas pela educação do “herdeiro”.)

## Obra
Stenbock morou na Inglaterra quase toda a vida e escreveu sua obra em inglês. Em vida, publicou livros de poesia, incluindo Love, Sleep, and Dreams (1881) e Rue, Myrtle, and Cypress (1883). Em 1894, publicou The Shadow of Death, seu último volume de poesia, e Studies of Death, uma coletânea de contos.[carece de fontes?]

## Morte
Em 26 de abril de 1895, Stenbock morreu de cirrose hepática na casa da mãe, Withdeane Hall, próximo a Brighton; o falecimento não foi noticiado na imprensa, exceto por uma breve mensão no jornal The Times (30 de abril de 1895). Stenbock escolhera More Adey como testamenteiro literário.[carece de fontes?]

## Legado
A editora Strange Attractor Press publicou uma coletânea dos contos, poemas e ensaios de Stenbock intitulada Of Kings and Things, em 2019.

## Obra

### Poesia
- Love, sleep & dreams : a volume of verse. - Oxford : A. Thomas Shrimpton & Son ; Simpkin Marshall & Co, 1881?
- Myrtle, rue and cypress : a book of poems, songs and sonnets. - London : [privately printed by] Hatchards, 1883
- The shadow of death : poems, songs, and sonnets. - London : The Leadenhall Press, 1893

### Contos
- Studies of death : romantic tales (London : David Nutt, 1894)

## Biografias e outros
- Adlard, John. Stenbock, Yeats and the Nineties ; with an hitherto unpublished essay on Stenbock by Arthur Symons and a bibliography by Timothy d'Arch Smith. - Londres :  Cecil & Amelia Woolf, 1969
- Costelloe, Mary. Christmas with Count Stenbock / [editado por] John Adlard ; frontispício de Max Beerbohm. -Londres : Enitharmon, 1980. - Contém cartas de Mary Costelloe
- Reed, Jeremy. A hundred years of disappearance : Count Eric Stenbock. - [Reino Unido? : J. Reed, 1995]